# Hitzendorf
Hitzendorf est une commune autrichienne du district de Graz-Umgebung en Styrie.